# Jef Spuisers
Hubert Maria Antonius Joseph (Jef) Spuisers (Sittard, 15 augustus 1907 – 23 augustus 1981) was een Nederlands politicus van de RKSP en later de KVP.
Hij werd geboren als zoon van Hendrik Joseph Spuisers (1865-1934; koopman) en Maria Agnes van den Bergh (1877-1960). Na het gymnasium in Rolduc ging hij rechten studeren aan de Katholieke Universiteit Nijmegen waar hij in 1933 is afgestudeerd. Daarna vestigde hij zich als advocaat in Sittard en in 1935 ging hij als volontair werken bij de gemeentesecretarie van Beek. In maart 1937 werd Spuisers benoemd tot burgemeester van Grathem en in 1941 nam hij daar ontslag waarop hij opgevolgd werd door een NSB-burgemeester. Na de bevrijding keerde hij in 1944 terug en in april 1948 volgde zijn benoeming tot burgemeester van Schimmert. In 1972 ging Spuisers met pensioen en in 1981 overleed hij op 74-jarige leeftijd. Naast zijn werk was hij ook actief als dichter.